# Nogodina kotoshonis
Nogodina kotoshonis är en insektsart som beskrevs av Matsumura 1938. Nogodina kotoshonis ingår i släktet Nogodina och familjen Nogodinidae. Inga underarter finns listade i Catalogue of Life.